# لجنة زكاة القدس
لجنة زكاة القدس هي مؤسسة إسلامية فلسطينية خيرية غير ربحية مستقلة تعمل في القدس وضواحيها، تعمل تحت إشراف وزارة الأوقاف والشؤون والمقدسات الإسلامية الأردنية، وقد تم تأسيسها لجنة زكاة القدس عام 1988 ميلادي بموافقة وزارة الأوقاف والشؤون والمقدسات الإسلامية الأردنية رقم 7/3/17, ويقع مقر اللجنة الرئيس داخل المسجد الأقصى المبارك.
وكان تأسيس لجنة زكاة القدس خطوة رائدة لخدمة العمل الخيري الفلسطيني وفريضة الزكاة، وخدمة المسجد الأقصى المبارك.
يقع المكتب الرئيس في المسجد الأقصى المبارك مقابل سوق القطانين، والمكتب الفرعي في باب العامود بجانب مسجد سعد وسعيد.

## الأهداف
خدمة فريضة الزكاة والعمل الخيري الفلسطيني والمسجد الأقصى المبارك. وتنمية الموارد المالية للزكاة والصدقات وإنفاقها في مصارفها الشرعية بأعلى مستوى من الكفاءة.

## مشاريع
- شروع الأضاحي 2015 م | 1436 هـ
- توزيع الحقيبة المدرسية
- مشروع توزيع الكفارات 2014
  - نفذت لجنة زكاة القدس مشروع «توزيع الكفارات» والذي يستفيد منه أكثر من 300 عائلة فقيرة في مدينة القدس وضواحيها، ويأتي هذا المشروع ضمن سلسلة مشاريع تستهدف فقراء ومحتاجين مدينة القدس والضفة الغربية، عوضاً عن المساعدات الشهرية التي يتلقاها أكثر من 1200 عائلة فلسطينية.
- مشروع توزيع لحوم العقائق والنذور 2014
- مشروع الزيتون - زكاة القدس 2014
- مشروع الشتاء الدافئ 2014
- مشاريع رمضان 2013
- مشروع كفالة الاسر لعام 2013

## الإدارة والاعضاء
مجلس الإدارة : رئيس اللجنة الشيخ محمد جمعة سليمان، ونائب رئيس اللجنة ورئيس الهيئة الشرعية للجنة هو أ.د حسام الدين عفانه أستاذ الفقه والأصول في كلية الدعوة وأصول الدين -جامعة القدس والمشرف العامّ على شبكة يسألونك الإسلامية. وأمين الصندوق ورئيس إدارة المشاريع والأيتام هو أشرف سلهب التميمي.
وأمين السر محمد الرجبي.